# Bristol 188
El Bristol 188 fue un avión experimental supersónico, de origen británico, que fue construido por la empresa Bristol Aeroplane Company. Su longitud, su fuselaje esbelto y el objetivo de su construcción le valieron el sobrenombre de "Flaming Pencil" (lápiz flameante)

## Historia
Este avión tuvo su génesis en el contrato OR.330, que requería un avión de reconocimiento de gran velocidad, que eventualmente se convirtió en el Avro 730. Como el 730 necesitaba operar a gran velocidad durante períodos de tiempo prolongados, se decidió que era necesario obtener más información sobre las operaciones supersónicas, lo que llevó al Requerimiento Operacional ER. 134T, que requería un avión de pruebas que pudiese alcanzar velocidades superiores a Mach 2. El avión experimental debía mantener esas velocidades durante un largo periodo, permitiendo el estudio de los efectos cinéticos en el calentamiento de los materiales del avión. Muchas empresas británicas mostraron interés en esta especificación del Ministerio del Aire y en febrero de 1953, la empresa Bristol obtuvo el contrato de desarrollo y fabricación. Bristol le otorgó al proyecto el nombre de 188, del cual debían construirse tres ejemplares, uno para pruebas estáticas y los otros dos (número de construcción 13518 y 13519) para vuelos de pruebas. El 4 de enero de 1954 se les otorgó las matrículas XF923 y XF926. Otra orden para la construcción de 3 ejemplares adicionales fue recibida, aunque fue cancelada en 1957 junto con la cancelación del proyecto del Avro 730.
La avanzada naturaleza del avión obligó a utilizar acero inoxidable para la construcción del recubrimiento del fuselaje de la estructura hexagonal, que no llevaba pintura, aunque problemas con la nueva técnica de soldadura en arco en atmósfera de argón, causó muchos retrasos y obtuvo resultados muy poco satisfactorios.
Inicialmente fueron seleccionados motores Rolls-Royce para impulsar al Bristol 188, pero fueron probadas cinco combinaciones diferentes; dos con Rolls Royce Avon 200, dos con el de Havilland Gyron Junior y una con un Rolls-Royce Avon AJ.65. Sin embargo, la elección final para el 188 recayó sobre dos motores Gyron Junior DGJ10R, capaces de desarrollar 6.200 kg de empuje al nivel del mar y 8.900 a Mach 2 a 11.000 metros de altura.

## Servicio operacional
En mayo de 1960, arribó Farnborough el primer avión entregado para pruebas estáticas, aunque luego se mudó a la Bedford. El XF923 realizó sus primeras pruebas el 26 de abril de 1961, aunque no realizó su primer vuelo hasta el 14 de abril de 1962 debido a numerosos problemas. El XF926 voló por primera vez el 26 de abril de 1963, alcanzando una velocidad de 2.300 km/h (Mach 1,88) a 11.000 metros de altura. 
El proyecto sufrió numerosos problemas, siendo el principal el alto consumo de combustible de los motores, que no permitía al avión volar a gran velocidad durante el tiempo suficiente para evaluar el recalentamiento de la aeronave, que era una de las áreas principales a investigarse. Además, la velocidad de despegue era muy alta. A pesar de que fue eventualmente abandonado, el conocimiento y la información técnica ganada fue utilizada en el programa Concorde. La inconclusividad de los estudios sobre el uso de acero inoxidable implicó que el Concorde fuese construido de aleaciones convencionales de aluminio y limitado a volar a Mach 2,2
El costo total del proyecto Bristol 188 ascendió a 20 millones de libras esterlinas de la época. El destino del XF923 es desconocido (probablemente haya sido desguazado) pero el XF926 se preserva en el museo de la RAF (Royal Air Force, Real Fuerza Aérea Británica) en Cosford, Gran Bretaña.
- Datos: Q446482
- Multimedia: Bristol 188 / Q446482